# Жашков
Жашков (словац. Žaškov) — село в окрузі Дольни Кубін Жилінського краю Словаччини. Площа села 24,72 км². Станом на 31 грудня 2015 року в селі проживало 1599 жителів.

## Історія
Перші згадки про місто датуються 1325 роком.

## Географія
Протікає Жашковський потік.

## Населення
| Рік:            | 1994. | 2004.   | 2014.   | 2024.   |
| --------------- | ----- | ------- | ------- | ------- |
| Кількість осіб: | 1732  | 1705    | 1592    | 1621    |
| Різниця:        |       | -1,55 % | -6,62 % | +1,82 % |

| Рік:            | 2023. | 2024.   |
| --------------- | ----- | ------- |
| Кількість осіб: | 1641  | 1621    |
| Різниця:        |       | -1,21 % |